# مركز تاكونيت (تاكونيت)
مركز تاكونيت هي إحدى مشيخات المملكة المغربية، تتبع جغرافيا لإقليم زاكورة وإداريًا لتاكونيت. يقدر عدد سكانها بـ 4835 نسمة حسب الإحصاء الرسمي للسكان والسكنى لسنة 2004.